# 足利義氏 (足利家3代目当主)
足利 義氏（あしかが よしうじ）は、鎌倉時代前期の武将。鎌倉幕府の御家人。足利宗家3代当主。
「関東の宿老」と称された（『吾妻鏡』）。武家の棟梁として名を馳せた八幡太郎義家の玄孫であり、室町幕府初代将軍足利尊氏は来孫に当たる。

## 生涯
足利義兼の三男。母は北条時政の娘・時子。

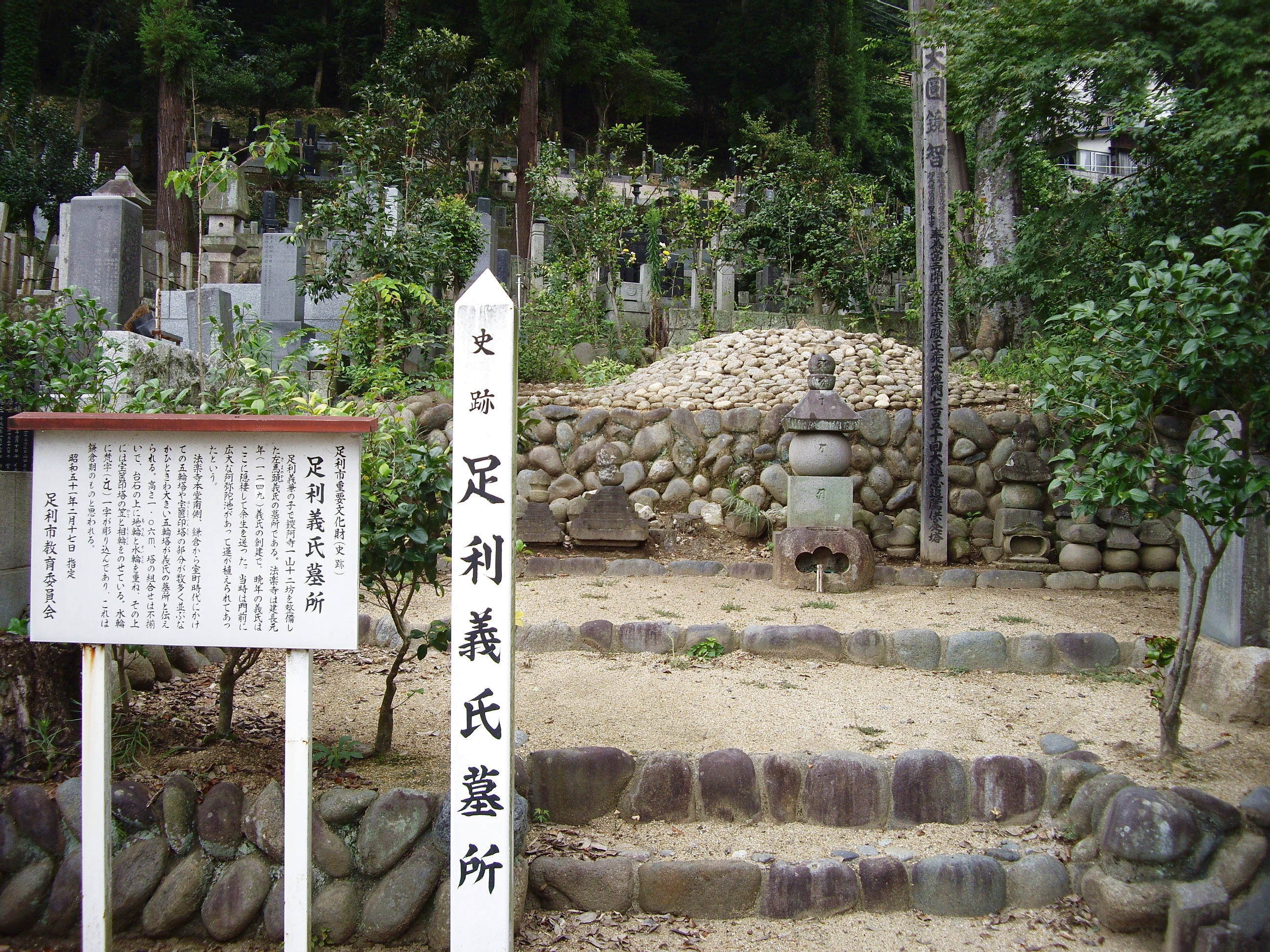
足利義氏墓所（法楽寺）

三男ながら、正室・北条時子の所生であったため家督を継ぐ。そのため、終生北条氏とは懇意であり、要職には就かなかったものの、和田合戦や承久の乱など、重要な局面において北条義時・泰時父子をよく補佐し、晩年は宝治合戦に至るまで幕府の長老としてその覇業達成に貢献した。自身の正室にも泰時の娘もしくは妹を迎えており、家督もその子である泰氏に譲っている。
承久の乱で三河国守護職を得て、日本の東西交流を牛耳る立場を獲得した。後に子孫の尊氏が京の六波羅探題を落とした際、鎌倉幕府勢が関東から東海道を上洛するのを足利家が三河国で阻止できたのもこの為である。三河国では源頼政の孫・大河内顕綱などを家臣に入れ勢力を拡大し、庶長子・長氏を幡豆郡吉良荘（現在の愛知県西尾市）に住まわせて足利氏の分家・吉良氏（後に今川氏が分家）を誕生させた。
三河国守護職、陸奥守、武蔵守などを歴任し、仁治3年（1241年）出家。宝治2年（1248年）には結城朝光と幕府内の格の上下について対立している。建長元年（1249年）、正義山法楽寺（栃木県足利市）を建立。建長6年（1255年）11月21日、死去した。
逸話として、父である義兼が、理真上人に請うて変成男子の術法を行じて誕生した男子が義氏であるという伝承がある。
子孫の古河公方足利義氏が足利義輝より「義」の字を賜ったため同名を名乗ることとなった。

## 家族
○出典：『尊卑分脈』
- 父：足利義兼
- 母：時子（北条時政の娘）
- 兄弟
  - 畠山義純 - 足利太郎
  - 桃井義助 - 足利二郎
  - 義氏 - 足利三郎
  - 桃井義胤 - 足利四郎。異説として桃井義助の子。
  - 女子（藤原親兼の室）
  - 女子（野間朝氏の妻）
- 正室：北条泰時の娘
  - 泰氏
- 生母不明の子女
  - 吉良長氏 - 吉良太郎
  - 吉良義継 - 足利左馬四郎
  - 有氏 - 出家
  - 最信 - 大御堂別当、大僧正勝長寿院別当
  - 女子（新田政氏の妻）
  - 女子（四条隆親の室）：法名は光明院殿本覚大姉
  - 女子

## 関連作品

### テレビドラマ
- 『草燃える』（1979年、NHK大河ドラマ、演：小沢重雄）